# Agriphila poliellus
Agriphila poliellus — вид лускокрилих комах родини вогнівок-трав'янок (Crambidae).

## Поширення
Вид поширений на значній частині Європи, в Туреччині, на Північному Кавказі, Казахстані та Середній Азії. Присутній у фауні України.

## Опис
Розмах крил 19–26 мм.

## Спосіб життя
Гусениці живляться різними видами тонконогів (Poa).